# Transylvanian Regurgitations
Transylvanian Regurgitations – album zespołu Rasputina zremiksowany przez grupę muzyczną Marilyn Manson. Album został wydanny w 1997 przez Columbia Records.

## Lista utworów
1. "Transylvanian Concubine" – (The Manson Mix, radio edit)

2. "Transylvanian Concubine" – (Mr Sir Mix, Yes Sir)

3. "Howard Hughes"

4. "Rusty The Skatemaker"

5. "Transylvanian Concubine"

6. "Brand New Key"

## Szczegóły dotyczące albumu
- Original Release Date: 1997
- Label: Columbia Records (U.S.)
- Tonacja nagrania: Stereo
- Rodzaj nagrania: Studio
- Producenici: Jimmy Boyle, Melora Creager
- Dystrybutor: Sony Music Distribution
- Rasputina: Melora Creager (wiolonczela, wokal), Julia Kent, Agnieszka Rybska (wiolonczela).
- Dodatkowi wykonawcy: Twiggy Ramirez (gitara, bas), Marilyn Manson (keyboard), Norman Block (perkusja).